# Schaschka
Die Schaschka (russisch шашка), oder oftmals einfach Kosakensäbel genannt, ist ursprünglich ein kaukasischer Säbel, der als traditionelle Waffe dient.

## Geschichte
Die Schaschka entstand im Kaukasus und bedeutet in der tscherkessischen Sprache „langes Messer“. Die dort lebenden Kosaken übernahmen die Schaschka im 19. Jahrhundert von den Kaukasen als Standardwaffe ihrer Kavallerieeinheiten. 
In der russischen und sowjetischen Armee war die Schaschka seit der ersten Hälfte des 19. Jahrhunderts Ordonnanzwaffe der Kavallerie. Das letzte Modell war die Schaschka obr. 1927, die bis 1946 hergestellt wurde.
Die Schaschka wird bis zum heutigen Tage bei den Kosaken und kaukasischen Völkern getragen.

## Merkmale
Die Schaschka unterscheidet sich von anderen Säbeln durch das Fehlen eines Handschutzes. Die Klinge ist etwa 81 bis 86 cm lang und nur leicht gekrümmt. Sie besitzt fast auf ihrer gesamten Länge eine Hohlkehle, um ihr Gewicht zu verringern. Die Klinge läuft leicht ansteigend spitz zu. Das Heft besteht meist aus Horn oder Messing mit einem Handstück aus Holz. Am hinteren Ende läuft der Griff in einem adlerkopfähnlichen Schnabel aus, in dem sich ein Loch für einen Fangriemen befindet. Die Scheide ist bei älteren Modellen aus mit Leder überzogenem Holz gefertigt; bei neueren aus Stahlblech. Die Montur unterscheidet sich von anderen Säbelscheiden. Die Schaschka kann in der üblichen Montierung am Gürtel getragen werden; zusätzlich besteht die Möglichkeit, einen Schultergurt zu wählen.
Im Gegensatz zu üblichen Säbeln werden die Schaschki in kaukasischer Weise an einem Ring auf der konvexen Scheidenkante getragen, bei der die versorgte Klingenschneide nach hinten/oben zeigt.